# Josep Parellada
Josep Parellada va ser un industrial que el 1856 va impulsar l'obertura del ferrocarril de Reus a Tarragona, un dels primers de Catalunya.
Josep Parellada era propietari i veí de Barcelona, i va signar la petició de concessió de la línia fèrria de Reus a Tarragona el 1851. Va buscar suport financer però no el va trobar ni a Barcelona ni a Reus i el 1852 el va buscar a França on va aconseguir el suport del banquer Hyppolite Destrem al que va cedir la concessió el gener de 1853. El 9 de maig de 1854 la concessió va ser traspassada a Gabriel Ragel, de la societat G. Ragel et Cie. Parellada havia encarregat un pressupost el 1852 que pujava a 2.596.307 pessetes però per fer front als interessos (un 5%) el capital de la societat es va fixar en 3.040.000 pessetes. Les accions no es van vendre totalment i una part es va haver de cobrir amb un préstec. Les obres van començar el 1853 però a causa d'un litigi sobre un convent (de propietat municipal) on es volia ubicar una estació, van estar parades gran part del 1854 i del 1855; tot i així la concessió va ser renovada el 9 de març de 1855. El 1856 es va reprendre la construcció amb material britànic més barat que el francès. La línia de 13,09 km es va obrir el 16 de maig de 1856. El cost de construcció fou baix (225.576 pessetes per km) i el desfasament amb el pressupost fou de poc més del 13% a causa d'obres extraordinàries.